# St. Antonius Abt (Ammeloe)

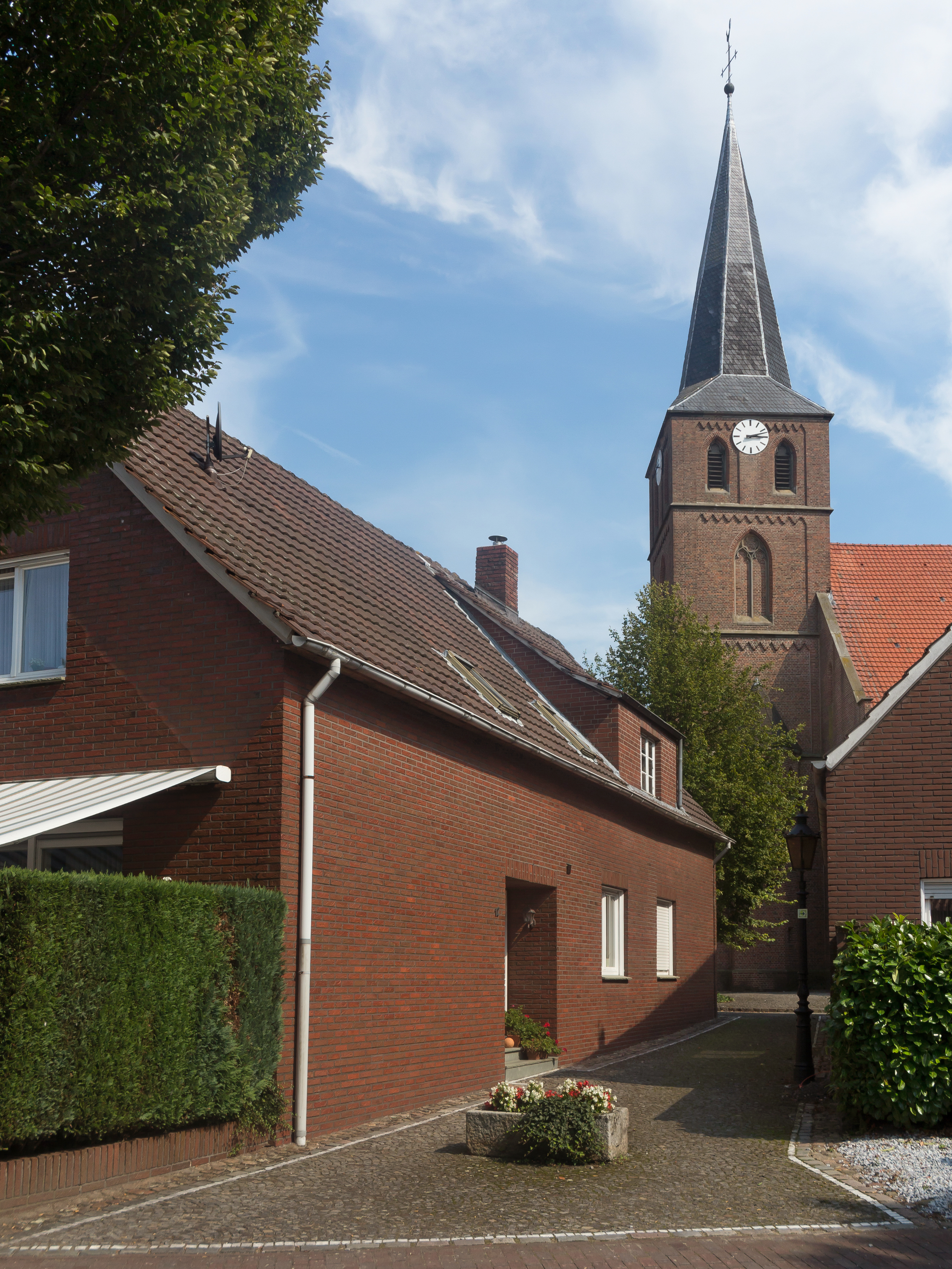
St. Antonius Abt

Die katholische Rektoratskirche St. Antonius Abt ist ein denkmalgeschütztes Kirchengebäude in Ammeloe, einem Ortsteil von Vreden im Kreis Borken (Nordrhein-Westfalen).

## Geschichte und Architektur
Eine erste 1369 urkundlich erwähnte Kapelle, eine Gründung der Vredener Äbtissin Adelheid IV. von Bentheim, unterstand dem Patrozinium des hl. Alexander. Sie wurde 1444 ersetzt durch eine inmitten eines Friedhofs stehende Kirche. Der Neubau war von den 18 Stiftshöfen und den sieben Höfen aus Wennewick bei der Äbtissin beantragt worden. Der Friedhof war umgeben von den Speicherhäusern der 25 Abteibauern und wurde später vor den Ort verlegt.
Die nach Süden gerichtete Hallenkirche mit vier Jochen und einem Chorjoch mit Fünfachtelschluss wurde von 1858 bis 1860 nach Entwurf des Architekten Emil von Manger (Diözesanbaumeister in Münster) und unter Mitwirkung von Johann Christian Schmidt errichtet. Der Kirchturm steht im Norden. Der Backsteinbau wird durch Maßwerkfenster aus Sandstein gegliedert. Im Innenraum ruhen gebuste Kreuzrippengewölbe über kräftigen Rundpfeilern. Die Chorwände sind durch fünf Maßwerkfenster gegliedert, die beiden äußeren sind ornamentale Teppichfenster, die inneren sind figürlich gestaltet. Die Ausmalung erfolgte 1881 durch den Maler Albert Brückmann aus Münster.

## Namenspatron
In einer Urkunde wird der heilige Antonius Abt als Patron genannt. Er wurde um 251 in Mittelägypten geboren. Er verschenkte sein Erbe und lebte als Einsiedler in der Libyschen Wüste, wo er gegen Dämonen kämpfte. In Alexandria tröstete er gefangene Christen. Er starb im Alter von 105 Jahren.
Dargestellt wird der Heilige gewöhnlich mit einem T-Stab, dem ägyptischen Kreuz. An dem Stab baumelte meist ein Glöckchen. Es weist darauf hin, dass die Antoniter-Chorherren die Krankenpflege in den Hospitälern übernommen hatten. Das Glöckchen sollte die Gesunden vor der Gefahr der Ansteckung warnen. Weitere Attribute des Heiligen sind ein Schwein oder das Feuer.
Angerufen wurde Antonius bei Pest, Hautkrankheiten und dem sogenannten Antoniusfeuer, einer Krankheit als Folge einer Vergiftung durch das Mutterkorn.
Wegen der Armenfürsorge hatten die Antoniter das Recht, ihre Schweine unentgeltlich weiden zu lassen. Die Antoniusschweine wurden wohl auch mit öffentlichen Mitteln gemästet. Ihr Schlachttag war der 17. Januar, der Festtag des Heiligen. Ihr Fleisch wurde an die Armen verteilt.
Es gibt kaum eine Darstellung des heiligen Antonius ohne das Attribut des Schweins.

## Ausstattung

### Altäre
- Der Zelebrationsaltar ist der jüngste der Altäre. Infolge der Liturgiereform des Zweiten Vatikanischen Konzils feiert der Priester die Messe versus populum, das heißt der Gemeinde zugewandt.
- Der Hauptaltar wurde gemäß dem Eintrag in der Weiheurkunde am 21. November 1860 durch Bischof Johann Georg Müller zur Ehren des Hl. Antonius Abbas konsekriert. Er bestand zunächst aus einem gemauerten Block mit Mensa, Antependium und Leuchterbank. Der Aufbau wurde erst 1887 von dem Kunstschreiner Vennekötter aus Everswinkel gefertigt.
- Der Kunstschreiner Vennekötter aus Everswinkel verpflichtete sich 1895, zwei Seitenaltäre zu bauen, den Marien- und den Josefsaltar.

### Taufstein
Der Taufstein ist wohl Bestandteil der Ausstattung der neogotischen Kirche und wird in den 1890er Jahren entstanden sein. Er ist kelchförmig, in roter und grüner Farbe gefasst und wurde aus Ibbenbürener Sandstein gefertigt. Das achteckige Becken ist mit einem Fries aus Vierpassen, der Schaft mit gotischem Maßwerk verziert.

### Glocken
- Die Glocke der Vorgängerkapelle von 1444 wurde 1682 durch eine von dem Glockengießer Mammes Fremy aus Amsterdam gegossene Glocke ersetzt. Sie ist derzeit im Hamaland-Museum ausgestellt.
- Für die neugotische Kirche wurden 1883 von Petit & Gebr. Edelbrock zwei Glocken gegossen, eine weitere kam 1909 hinzu. Kriegsbedingt wurden diese drei Glocken 1917 eingezogen. Das 1921 gegossene Geläut wurde im Zweiten Weltkrieg eingezogen. Drei neue Glocken wurden 1947 geweiht, eine vierte wurde 1958 angeschafft.

### Orgel
Der Orgelprospekt stammt aus dem Jahr 1898/99, die Orgel wurde 1898/99 von Franz Breil aus Dorsten erbaut. Davor hatte die Kirche aus dem Jahr 1858 eine kleine Orgel, die 1860 aus Neede beschafft wurde.
Die Breil-Orgel hatte 17 Register, verteilt auf zwei Manuale und Pedal. 1969 sollte die Orgel überarbeitet und umgebaut werden. Aus Kostengründen entschied man sich aber für eine elektronische Orgel. Die Lautsprecher sind hinter dem Orgelprospekt aufgebaut. Der Rest der Orgel ist nicht mehr dort.

### Sonstige Ausstattung
Die neugotische Ausstattung stammt aus den 1880er Jahren.
- Der Drehtabernakel und die hölzernen Figuren der Heiligen Petrus und Paulus sind Arbeiten aus dem 18. Jahrhundert, sie stammen aus dem Vorgängerbau und wurden 1996 nach Befunden gefasst.
- Die Anna Selbdritt wurde am Anfang des 16. Jahrhunderts geschnitzt. Die Figur stellt die Mutter Anna, Maria und den Jesusknaben dar. Sie ist womöglich erst infolge des Bildersturms in den Niederlanden nach Ammeloe gekommen.
- Der hl. Antonius aus Holz ist eine Arbeit von der zweiten Hälfte des 15. Jahrhunderts.
- Die Immerwährende Hilfe ist eine Ikone, sie ist neugotisch gerahmt und hängt im Turm
- Der Taufstein besteht aus Ibbenbürener Sandstein und ist rot, grün und steinfarben gefasst. Sein Schaft ist mit gotischem Maßwerk, das achteckige Becken mit einem Fries aus Vierpassen dekoriert. er hat einen hölzernen Deckel.

## Einzelnachweis
Wilhelm Elling: St. Antonius Abt Vreden-Ammeloe, Hrsg.: Kirchengemeinde St. Antonius Abt, Ammeloe in Zusammenarbeit mit dem Heimatverein Ammeloe, Vreden 1996